# Alchemilla hadacii
Alchemilla hadacii es una especie de planta del género Alchemilla, perteneciente a la familia Rosaceae.

## Taxonomía
Alchemilla hadacii fue descrita por S. E. Fröhner en 1979.

## Distribución
Se encuentra en el territorio de Irak.